# Абраган
Абраган (порт. Abragão) — парафія (фрегезія) в Португалії, входить в округ Порту. Є складовою частиною муніципалітету Пенафієл. За старим адміністративним поділом входив в провінцію Берегове Дору. Входить в економіко-статистичний субрегіон Тамега, який входить в Північний регіон. Населення становить 2527 людей на 2001 рік. Займає площу 8,87 км².
Покровителем району вважається Петро (апостол) (порт. S. Pedro).

## Населення
| Кількість мешканців | Кількість мешканців | Кількість мешканців | Кількість мешканців | Кількість мешканців | Кількість мешканців | Кількість мешканців | Кількість мешканців | Кількість мешканців | Кількість мешканців | Кількість мешканців | Кількість мешканців | Кількість мешканців | Кількість мешканців | Кількість мешканців |
| ------------------- | ------------------- | ------------------- | ------------------- | ------------------- | ------------------- | ------------------- | ------------------- | ------------------- | ------------------- | ------------------- | ------------------- | ------------------- | ------------------- | ------------------- |
| 1864                | 1878                | 1890                | 1900                | 1911                | 1920                | 1930                | 1940                | 1950                | 1960                | 1970                | 1981                | 1991                | 2001                | 2011                |
| 1 080               | 1 247               | 1 296               | 1 382               | 1 433               | 1 376               | 1 562               | 1 692               | 2 051               | 2 207               | 2 156               | 2 489               | 2 547               | 2 527               | 2 341               |